# Đào Chiến Thắng
Đào Chiến Thắng (sinh năm 1964) là thẩm phán cao cấp người Việt Nam. Ông hiện giữ chức vụ Chánh án Tòa án nhân dân tỉnh Lâm Đồng.

## Tiểu sử
Đào Chiến Thắng sinh năm 1964, quê quán tại thành phố Tam Kỳ, tỉnh Quảng Nam.
Ông có bằng Cử nhân Luật.
Ông là đảng viên Đảng Cộng sản Việt Nam.
Ngày 5 tháng 10 năm 2010, Đào Chiến Thắng được Chánh án Tòa án nhân dân tối cao Việt Nam tái bổ nhiệm làm Thẩm phán và giữ chức vụ Chánh án Tòa án nhân dân thành phố Đà Lạt, tỉnh Lâm Đồng (Quyết định số 2371/QĐ-TCCB).
Ngày 4 tháng 9 năm 2015, Đào Chiến Thắng, Phó Chánh án Tòa án nhân dân tỉnh Lâm Đồng, được Chánh án Tòa án nhân dân tối cao Việt Nam Trương Hòa Bình bổ nhiệm giữ chức vụ Chánh án Tòa án nhân dân tỉnh Lâm Đồng.
Từ 4 tháng 9 năm 2015 đến nay (2018), ông là Chánh án Tòa án nhân dân tỉnh Lâm Đồng.